# Phan Rang-Tháp Chàm
Phan Rang–Tháp Chàm (a menudo llamada simplemente Phan Rang) es una ciudad de Vietnam y la capital de la Provincia de Ninh Thuận.

## Toponimia
El nombre Phan Rang o en el Cham moderno Pan(da)rang es una forma indígena austronesianizada del sánscrito original Pāṇḍuraṅga (otro epíteto del dios hindú Vithoba). Apareció por primera vez en las inscripciones Cham alrededor del siglo X como Paṅrauṅ o Panrāṅ, y después de eso, se transliteró en vietnamita a Phan Rang. El nombre Tháp Chàm significa "Templo/Torre de Cham" y lleva el nombre del templo Po Klong Garai en la parte norte de la ciudad.

## Historia
Lo que hoy es Phan Rang se conocía anteriormente como Panduranga, la capital del reino de Champa.
La ciudad de Phan Rang se estableció en 1917 durante la Dinastía Nguyễn, por edicto del emperador Khải Định, y siguió siendo la capital provincial de la provincia de Ninh Thuận hasta 1976, cuando la provincia se fusionó con la provincia de Bình Thuận para formar la provincia de Thuận Hải.
Cuando los japoneses ocuparon el país en la Segunda Guerra Mundial , establecieron un aeródromo que luego fue usado por los franceses. Durante la República de Vietnam , Phan Rang fue ocupado por la Fuerza Aérea de los Estados Unidos estableciendo allí la Base Aérea Phan Rang durante su guerra en Vietnam.
La ciudad se dividió en Phan Rang en el este, que pasó a formar parte del distrito de Ninh Hải y Tháp Chàm al oeste, que pasó a formar parte del distrito de An Son. Ambos se fusionaron de nuevo en 1992 para convertirse en Phan Rang-Tháp Chàm, la capital de la provincia de Ninh Thuận, alcanzando el estatus de ciudad en 2007.

## Geografía
La ciudad de Phan Rang - Thap Cham está ubicada en el centro de la provincia de Ninh Thuan a 1380 km al norte de la capital de Hanói, 330 km al noreste de la ciudad de Ho Chi Minh y a 95 km al sur de la ciudad de Nha Trang.
Se localiza en la desembocadura del río Cái , que desemboca en la bahía de Phan Rang en el mar de China Meridional.
Al Este forma frontera con el mar de China Meridional, al Oeste limita con el distrito de Ninh Son, al Sur limita con el distrito de Ninh Phuoc y al norte limita con los distritos de Bac Ai y de Ninh Hai.

## Subdivisión administrativa
Phan Rang - La ciudad de Thap Cham está dividida en 16 unidades administrativas de nivel comunal, que incluyen:
- 15 distritos: Bao An , Dai Son , Dao Long , Do Vinh , Dong Hai , Kinh Dinh , My Binh , My Dong , My Hai , My Huong , Phu Ha , Phuoc My , Tan Tai , Thanh Son , Van Hai y Thanh Hai .
- 1 pedanía rural (xã)

## Lugares de interés turístico
- El Templo Po Klong Garai es un complejo religioso construido en honor del legendario rey Po Klaung Garai, que gobernó Panduranga desde 1151 hasta 1205, por el rey Jaya Sinhavarman III. Consta de tres torres de ladrillo: una torre principal de tres pisos, una torre de entrada más pequeña y una torre alargada con un techo en forma de silla de montar. El conjunto de edificios está bien conservado y se distingue por la pureza de sus contornos y la austeridad de su decoración. Sobre la puerta de la torre principal hay una escultura del dios Shiva que se considera una de las obras maestras del estilo Thap Mam. Las imágenes restantes son menos impresionantes, revelando un arte en declive terminal, debido a su rigidez y árida mano de obra. Se dice que la torre con el techo en forma de silla de montar está dedicada al Dios de la Llama, Thang Chuh Yang Pui.

## Galería
|                          |
| Templo de Po Klong Garai |

|                      |
| Mercado de Phan Rang |

|                                                               |
| Esquina de la calle Thong Nhat frente al mercado de Phan Rang |

|                                   |
| Monumento en la plaza 16 de abril |

| |
| Ubicación de la ciudad de Phan Rang - Thap Cham (en rojo) en el mapa de la provincia de Ninh Thuan |